# Comuna Ružić, Šibenik-Knin
Ružić este o comună în cantonul Šibenik-Knin, Croația, având o populație de 1.591 de locuitori (2011).

## Demografie
Componența etnică a comunei Ružić
     Croați (98,99%)
     Necunoscut (0%)
     Neclasificat (0,88%)
Componența confesională a comunei Ružić
     Catolici (98,74%)
     Necunoscută (0,13%)
     Alte religii (1,13%)
Conform recensământului din 2011, comuna Ružić avea 1.591 de locuitori. Din punct de vedere etnic, majoritatea locuitorilor (98,99%) erau croați. Din punct de vedere confesional, majoritatea locuitorilor (98,74%) erau catolici. Pentru 0,13% din locuitori nu este cunoscută apartenența confesională.